# استمالة اجتماعية

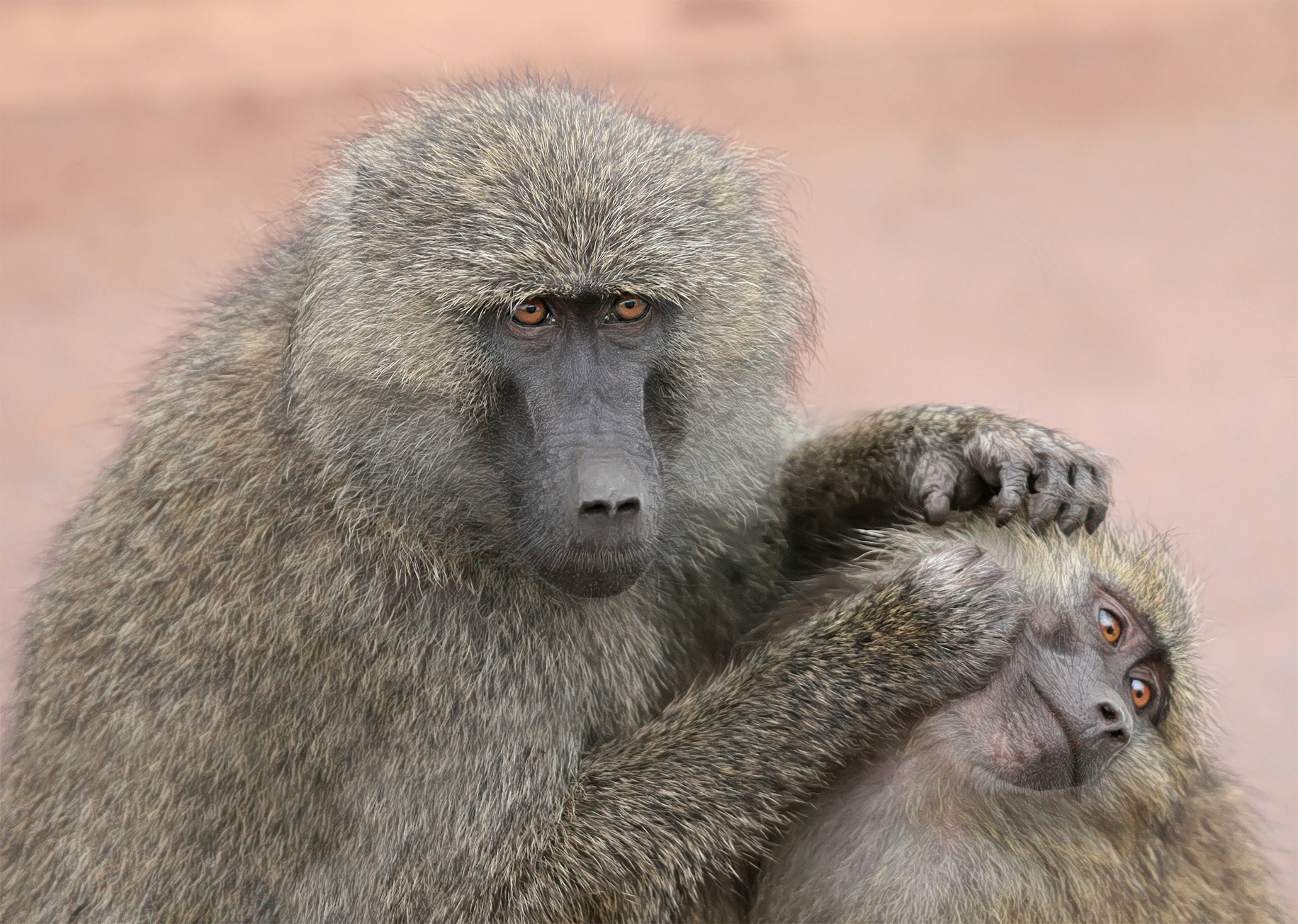
رباح زيتوني بالغ يعتني بصغيره

الاستمالة الاجتماعية، سلوك تمارسه الحيوانات الاجتماعية، متضمنة البشر أيضًا، وذلك بتنظيف أجساد بعضها البعض أو الاعتناء بمظهرهم. يشير مصطلح الاستمالة النوعية، إلى الاستمالة الاجتماعية بين أعضاء النوع نفسه. تعدّ الاستمالة نشاطًا اجتماعيًا رئيسيًا، ووسيلة يمكن من خلالها للحيوانات التي تعيش بالقرب من بعضها البعض أن تترابط مع بعضها، وأن تعزز هياكلها الاجتماعية وروابطها الأسرية وأواصر المرافقة. تُستخدم الاستمالة الاجتماعية أيضًا كوسيلة لحل النزاعات، وكسلوك أمومي، وفي المصالحة في بعض الأنواع. تصف الاستمالة المتبادلة عادةً عملية الاستمالة بين فردين، وغالبًا كجزء من الاستمالة الاجتماعية أو الترابط الزوجي أو نشاط ما قبل المداعبة الجنسية.

## المزايا التطورية
اقتُرحت مجموعة متنوعة من الآليات التي افترضت أن سلوك الاستمالة الاجتماعية يُمارس لزيادة اللياقة. قد تتمثل المزايا التطورية بفوائد صحية بما فيها تقليل انتقال المرض وتقليل مستويات الإجهاد والحفاظ على البنية الاجتماعية وتحسين اللياقة بشكل مباشر كمقياس للبقاء على قيد الحياة.

### الفوائد الصحية
يدور الجدل غالبًا حول الأهمية القصوى للاستمالة الاجتماعية، هل تتمثل في تعزيز صحة الكائن الحي والنظافة أو أن الجانب الاجتماعي للاستمالة الاجتماعية يلعب دورًا مساويًا أو أكثر أهمية. يُعتقد تقليديًا أن الوظيفة الأساسية للاستمالة الاجتماعية تتمثل في الحفاظ على نظافة الحيوان. تتضمن الأدلة التي تدعم هذا الاقتراح حقيقة أن الاستمالة النوعية تركز على أجزاء الجسم التي لا يمكن الوصول إليها عن طريق الاستمالة الذاتية، وأن مقدار الوقت الذي تستغرقه الاستمالة النوعية لبعض المناطق لم يتغير بشكل كبير حتى لو كانت منطقة الجسم ذات وظيفة اجتماعية أو تواصلية أكثر أهمية.
ثبت أن لسلوك الاستمالة الاجتماعية مجموعة من الفوائد الصحية عند مجموعة متنوعة من الأنواع، إذ أن تواصل أعضاء المجموعة يخفف من الآثار الضارة المحتملة لعوامل الضغط. ثبت أن الاستمالة الاجتماعية تقلل من سرعة القلب عند قرود المكاك.
تجلى تأثير الانتماء الاجتماعي خلال الإجهاد الخفيف، بانخفاض مستويات تطور ورم الثدي وازدياد عمر الفئران، بينما ثبت أن الافتقار إلى هذا الانتماء عامل خطر رئيسي. كما ثبت أن الاستمالة تلعب دورًا أساسيًا في تقليل حمل القراد في قرود البابون البري (رباح أصفر). يُحتمل أن يشكل القراد الطفيلي ناقلًا لانتشار المرض والعدوى عن طريق الطفيليات الشائعة التي يحملها مثل الأوالي الدموية. تظهر قرود البابون التي تحمل عددًا أقل من القراد انخفاضًا في حدوث مثل هذه العدوى وتظهر علامات على حالة صحية أفضل، كما يتضح من ارتفاع مستويات الهيماتوكريت (حجم الخلايا الحمراء المكدسة).
يمكن القول أيضًا إن الجانب الصحي للاستمالة لا يلعب دورًا مهمًا مثل الجانب الاجتماعي له. تشير الدراسات القائمة على الملاحظة التي أجريت على 44 نوعًا مختلفًا من الرئيسيات إلى ارتباط عدد ممارسات الاستمالة في كل الأنواع- في المتوسط- بحجم المجموعات وليس بحجم الجسد.
إذا نظرنا إلى الاستمالة النوعية بوصفها ضرورة صحيّة، سيتطلب الحيوان الأكبر حجمًا، استمالةً من عدد أكبر من أفراد مجموعته في كثير من الأحيان، بينما عندما يزداد حجم المجموعة، نرى أن الأعضاء يحرصون على قضاء القدر المناسب من الوقت في الاستمالة للجميع. تشير حقيقة أن الحيوانات- وخاصة الرئيسيات- تمارس الاستمالة بين بعضها البعض بشكل متكرر أكثر من اللازم بدوافع صحيّة، إلى أن الجانب الاجتماعي للاستمالة يلعب دورًا مهمًا على حد سواء، إن لم يكن بشكل أكبر.
يمكن الاستدلال على نقطة أخرى لأهمية الجانب الاجتماعي، من خلال المقارنة بين مقدار الاستمالة الذاتية عند الرئيسيات وكيفية القيام بها، مع الاستمالة بين أفراد النوع (الاستمالة النوعية) التي تنطوي على فترات أطول من الوقت وتقنيات مختلفة، ولبعضها دلالات على كونها إيماءات عاطفية.